# Traulîn, Șepetivka
Traulîn (în ucraineană Траулин) este un sat în comuna Hrolîn din raionul Șepetivka, regiunea Hmelnîțkîi, Ucraina.

## Demografie
Componența lingvistică a localității Traulîn
     Ucraineană (97,44%)
     Rusă (2,2%)
     Alte limbi (0,24%)
Conform recensământului din 2001, majoritatea populației localității Traulîn era vorbitoare de ucraineană (97,44%), existând în minoritate și vorbitori de rusă (2,2%).